# Église Saint-Eustache de La Feuillie
Pour les articles homonymes, voir Église Saint-Eustache.
L'église Saint-Eustache est une église catholique située à La Feuillie, en France.

## Localisation
L'église est située à La Feuillie, commune du département français de la Seine-Maritime. 

## Historique
Philippe le Bel fait construire un manoir et une chapelle, qui devient paroissiale sous le règne de Philippe VI de Valois. 
La construction de l'édifice actuel est débutée au XIVe siècle. L'église est modifiée aux XVIe siècle-XVIIe siècle avec peut-être l'ajout ou la modification des chapelles du transept.
Une tourelle comportant un escalier et une sacristie sont ajoutées au XIXe siècle.
Le clocher est redressé par un architecte rouennais en 1868 au moyen de clés retrouvées dans les années 1950. La foudre tombe sur le clocher et des travaux de restauration sont menés en 1871-1872.
L'édifice est inscrit au titre des monuments historiques par arrêté du 6 janvier 1942.
Une subvention de 300 000 francs est accordée pour la restauration du clocher en 1997 et la moitié de la subvention versée. Cependant, le clocher est tombé du fait de la tempête Lothar du 26 décembre 1999. Le solde est accordé en 2001.

## Description
L'église est en briques, grès et pierre.
L'édifice, hétérogène de l'extérieur, conserve des vitraux du XIXe siècle.
Le clocher est haut de 54,50 m et muni d'ardoises. L'édifice était avant le XIXe siècle pourvu d'une couverture de tuiles.